# Malta Stock Exchange

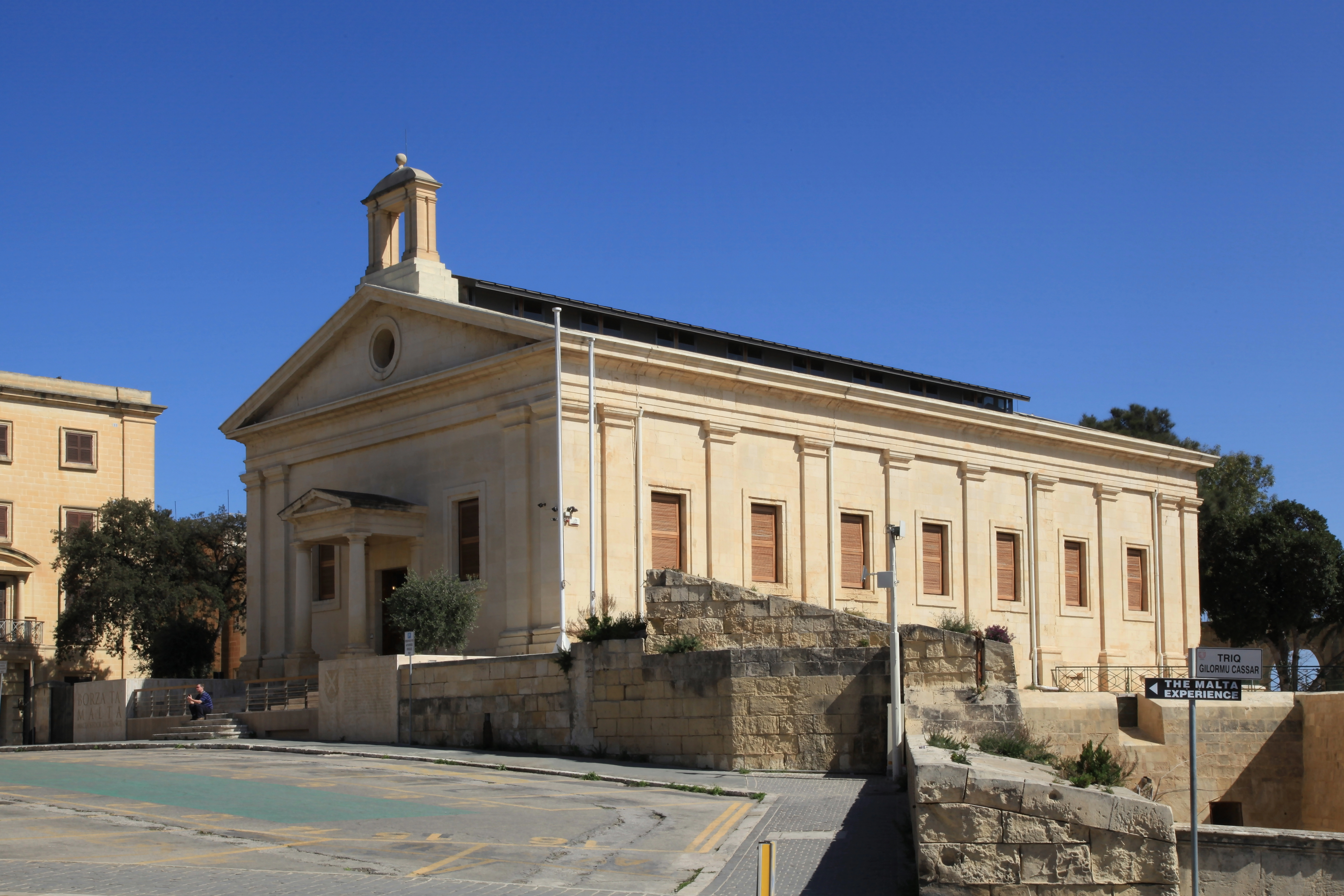
Siedziba Malta Stock Exchange

Malta Stock Exchange (malt. Borża ta' Malta, pol. Giełda Maltańska), pierwotnie znana jako Casino della Borsa – narodowa giełda papierów wartościowych Malty. Od czasu założenia w roku 1992, wartość kapitału na rynku sektora prywatnego wzrosła, na drodze emisji korporacyjnych oraz kapitału własnego, o prawie 4 miliardy euro, a kolejne 15 miliardów euro, w formie akcji i bonów skarbowych, zostało wyemitowane i sprzedane.
Baza inwestorów zawiera ponad 75 tys. osób indywidualnych, co jest wielkością znaczną, biorąc pod uwagę wielkość gospodarki Malty (PKB w 2015 roku wyniósł 8,796 mln euro) oraz liczbę ludności (434 403 osoby w 2016 roku). Działalność Malta Stock Exchange jest skoncentrowana na dalszym wspieraniu i rozwijaniu rynku krajowego, przy jednoczesnym przyciąganiu firm międzynarodowych do notowań na giełdzie. Giełda również mocno zainwestowała w wykorzystywanie najnowszych technologii oraz korzysta z platformy transakcyjnej XETRA.

## Historia

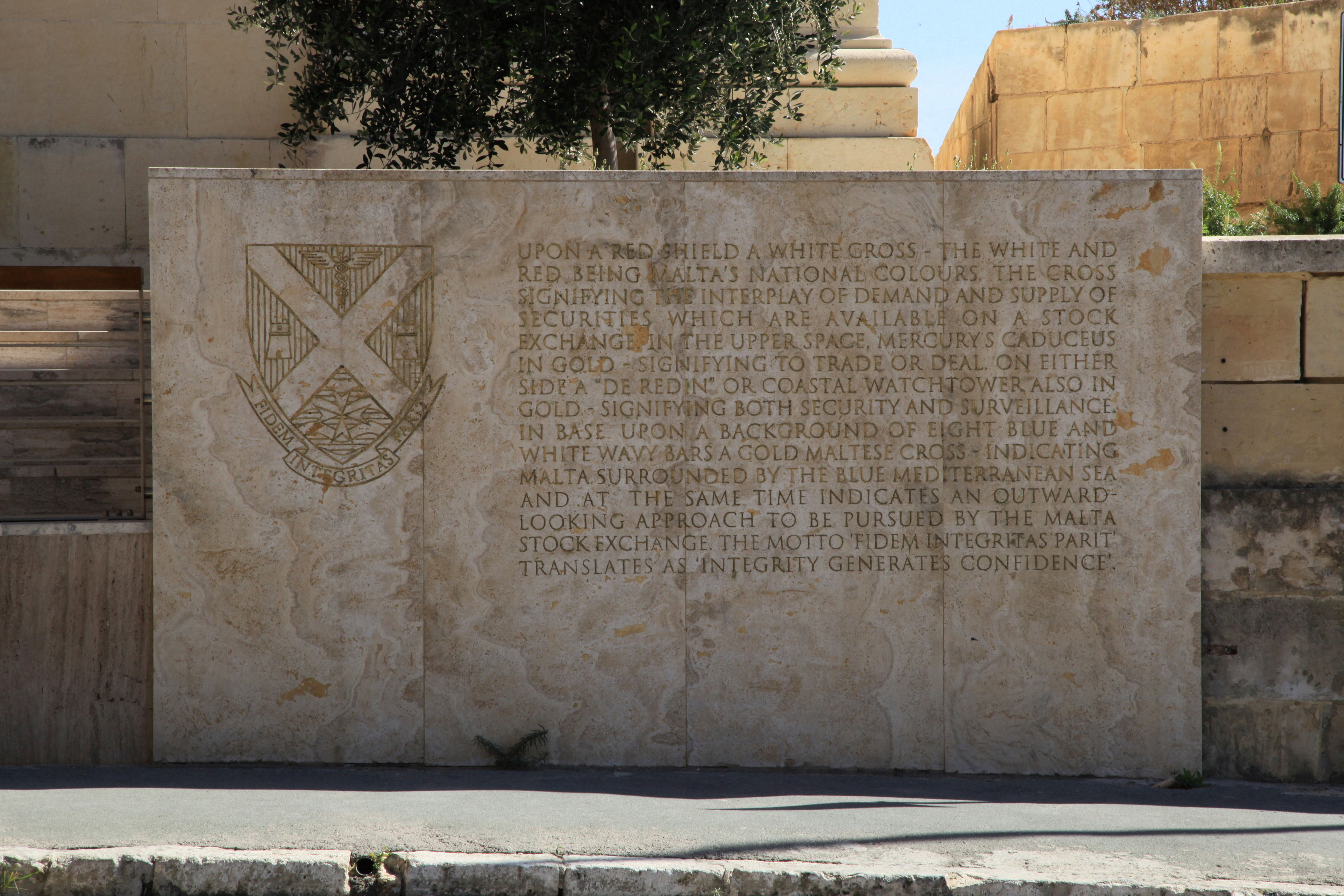
Godło Malta Stock Exchange

Giełda została ustanowiona przez ogłoszenie Malta Stock Exchange Act w roku 1990, a zapoczątkowała operacje handlowe 8 stycznia 1992 roku. Bank Centralny Malty był pierwotnie wyznaczony do nadzoru nad Giełdą, teraz giełda znajduje się pod nadzorem Malta Financial Services Authority (MFSA).
W roku 1999 Giełda przeniosła się do budynku byłej kaplicy garnizonowej na Castille Square w Valletcie. Kaplica została zbudowana w roku 1857 według projektu T.M. Ellisa, i była wykorzystywana jako wielowyznaniowe miejsce kultu do roku 1950. Później, w różnym czasie, odbywały się tam wystawy, był urząd pocztowy, szkoła morska, a wreszcie budynek przejęła Giełda. Od tego czasu był znany jako Exchange Building lub The Borsa.
Budynek znajduje się blisko siedziby premiera Malty w Auberge de Castille oraz Upper Barrakka Gardens.
W roku 2013 Giełda uzyskała status Desygnowanej Zagranicznej Giełdy Papierów Wartościowych, nadany przez amerykańską komisję papierów wartościowych i giełd (SEC), uzupełniający uznanie przez brytyjski urząd skarbowy, uzyskane od rządu brytyjskiego w roku 2005.

## Usługi świadczone przez MSE

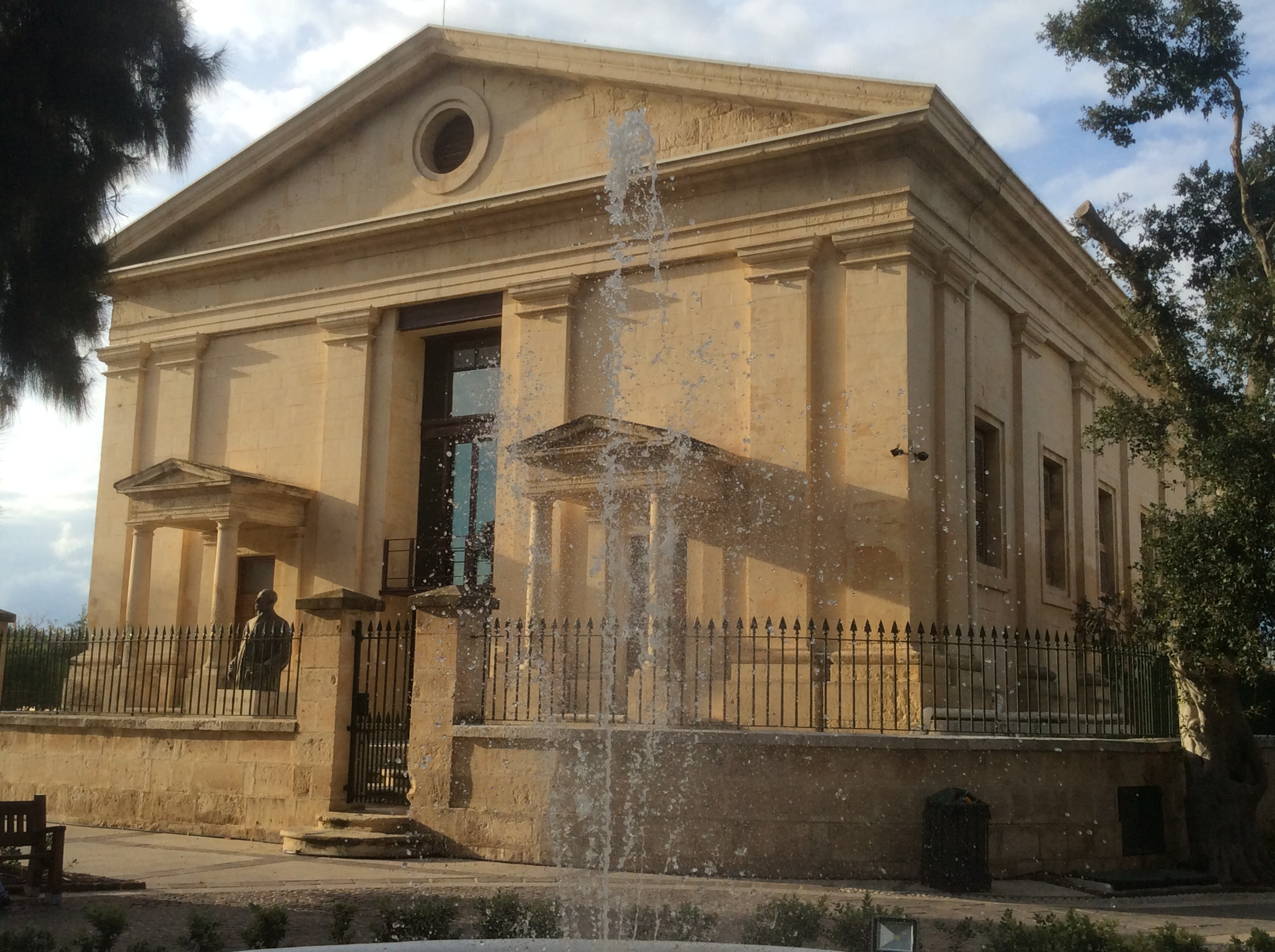
Były kościół garnizonowy, teraz Malta Stock Exchange, widziany z Upper Barrakka Gardens

Malta Stock Exchange oferuje następujące usługi:
- Dopuszczenie do obrotu giełdowego z Głównej Listy MSE lub Zapasowej Listy Spółek, z zastrzeżeniem akceptacji przez Maltańskiego Regulatora (MFSA)
- Handel na rynku wtórnym na giełdowej platformie XETRA
- Centralny Depozyt Papierów Wartościowych (ang. Central Securities Depository - CSD)
- Rynek kapitałowy zorientowany na małe i średnie firmy

Malta Stock Exchange jest maltańską Narodową Agencją Numeracyjną (ang. National Numbering Agency - NNA), wydającą ISIN dla wszystkich papierów wartościowych wyemitowanych na Malcie.

## Członkostwo
Malta Stock Exchange jest członkiem:
- Światowej Federacji Giełd (ang. World Federation of Exchanges - WFE)
- Federacji Europejskich Giełd Papierów Wartościowych (ang. Federation of European Securities Exchanges - FESE)
- Europejskiego Związku Krajowych Depozytów Papierów Wartościowych (ang. European Central Securities Depositories Association - ECSDA)
- Międzynarodowej Organizacji Komisji Papierów Wartościowych (ang. International Organisation of Securities Commissions - IOSCO)
- Związku Narodowych Agencji Numeracyjnych (ang. Association of National Numbering Agencies - ANNA)